# بترزت اینلت، نوناووت
بترزت اینلت، نوناووت (به انگلیسی: Bathurst Inlet, Nunavut) یک منطقهٔ مسکونی در کانادا است که در منطقه کتیکیموت واقع شده‌است. بترزت اینلت ۱۹٫۱ کیلومتر مربع مساحت و ۰ نفر جمعیت دارد و ۰ متر بالاتر از سطح دریا واقع شده‌است.